# Germania (Sint-Paulskerk)

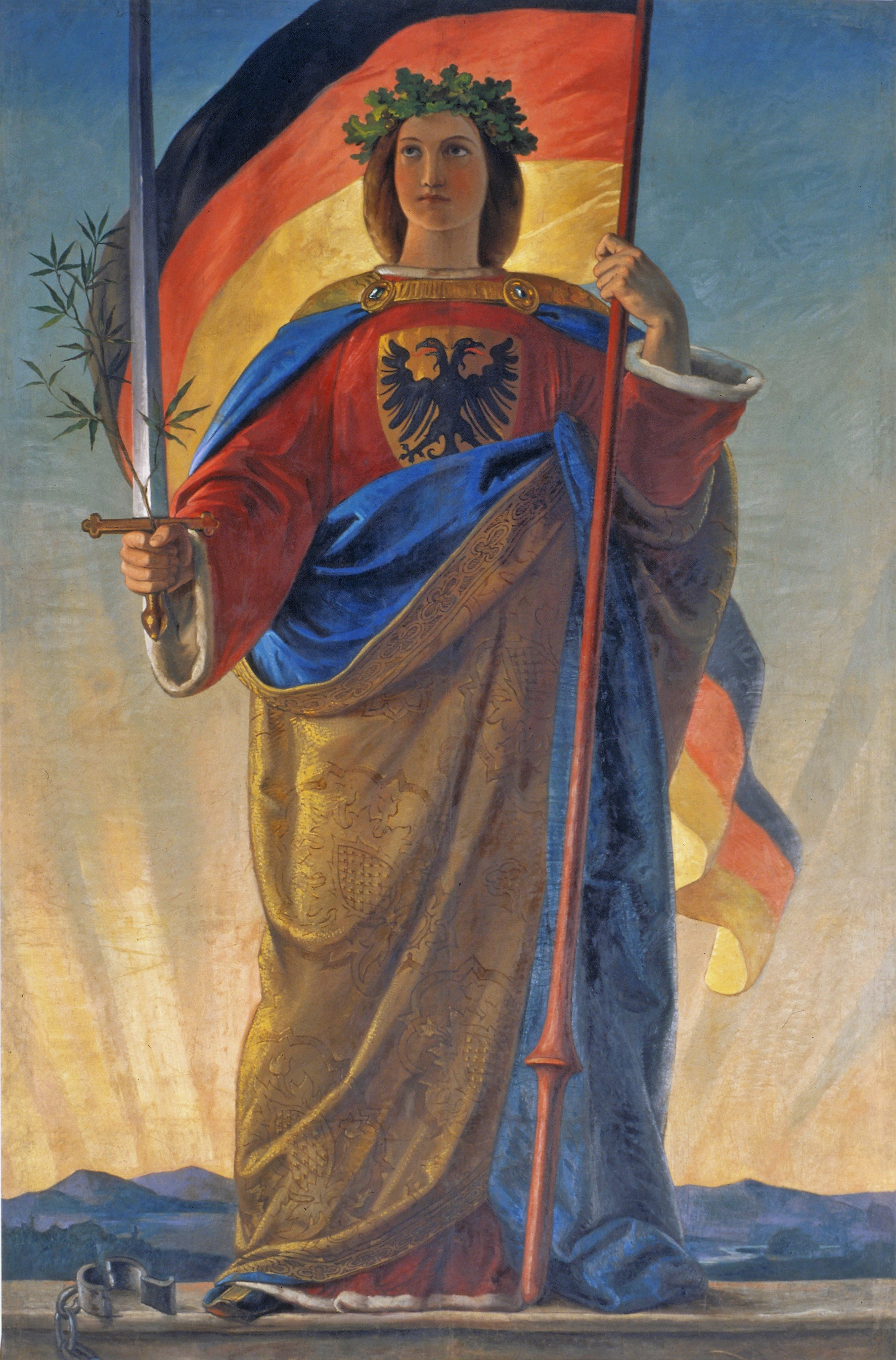
Het schilderij Germania, waaronder de afgevaardigden van het Frankfurter Parlement vergaderden in de Sint-Paulskerk in Frankfurt. Tegenwoordig hangt het schilderij in het Germanisches Nationalmuseum in Neurenberg.

Germania is een schilderij dat vermoedelijk in maart 1848 werd gemaakt. Het schilderij hing in de Sint-Paulskerk (Paulskirche) in Frankfurt. In deze kerk vergaderde eerst het Vorparlament en later de Nationale Vergadering van Frankfurt (Frankfurter Nationalversammlung, soms ook Frankfurter Parlement genoemd), het eerste parlement voor heel Duitsland. De Nationale Vergadering was een populair motief in die tijd en het Germania-schilderij werd daarom ook erg bekend. Na het gewelddadige einde van de Nationale Vergadering in mei 1849 werd het schilderij weggehaald. In 1867 kwam het in het Germanisches Nationalmuseum in Neurenberg terecht.
Het schilderij is een van de bekendste voorstellingen van de Germania, een vrouwenfiguur die voor Duitsland staat. Ook andere landen hebben een dergelijke nationale personificatie. De Germania was een veelgebruikt motief in de tijd dat het Duitse Rijk ontstond.

## Inhoud
De gebruikte beeldspraak zou verklaard kunnen worden door het vroege jaartal waarin het schilderij tot stand is gekomen, namelijk eind maart 1848. In die tijd bestonden er nog weinig ideeën over de toekomst en de staatsvorm van Duitsland. Het schilderij is politiek gezien dan ook terughoudend en verwijst niet naar de volksbeweging en ook niet naar een kroon (van een Duitse keizer). Het is duidelijk minder strijdlustig dan vergelijkbare schilderijen uit de revolutietijd. Het schilderij is eerder conservatief en gematigd en appelleert aan de eenheid van de natie.

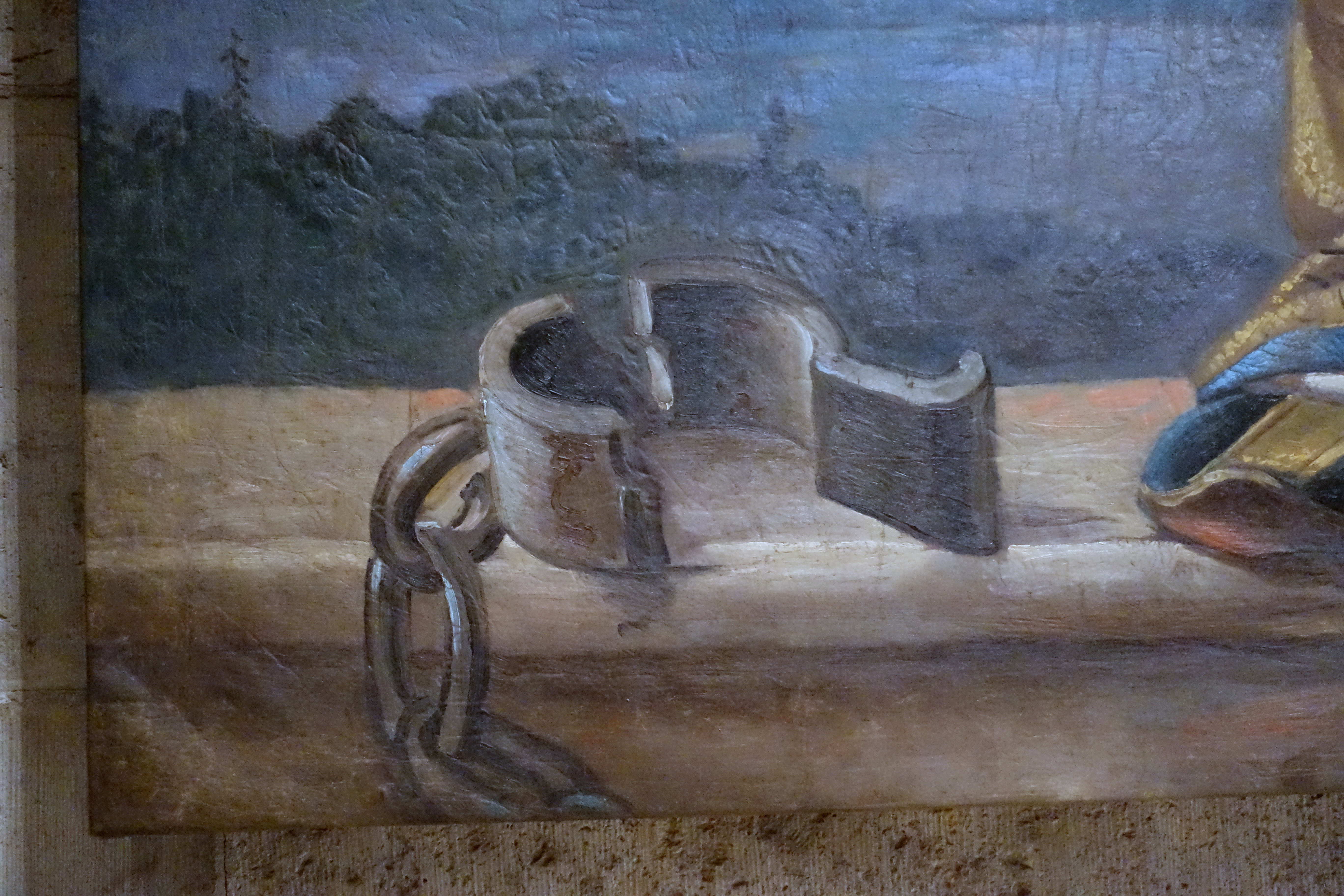
Detail: gebroken boeien aan de voeten van Germania

[Germania] staat op een stenen sokkel hoog boven een heuvellandschap gehuld in schaduw en is omgeven door de gouden stralen van de opkomende zon van een nieuw tijdperk. Ze draagt een rood heersersgewaad afgezet met hermelijn, met de dubbelkoppige adelaar op haar borstschild, en daarover een wijde, blauw gevoerde goudbrokaten mantel. Met haar linkerhand steunt ze op een middeleeuwse toernooilans met de wapperende zwart-rood-gouden vlag. De glanzende Duitse driekleur vormt de achtergrond voor het jeugdig blonde en met eikenloof omkranste hoofd van Germania. […] In haar rechterhand houdt Germania een opgeheven, blinkend zwaard en een olijftak. Aan haar voeten ligt een verbroken boei.— Rainer Schoch
Met verbroken boeien en met de zwart-rood-gouden vlag in haar linkerhand belichaamt ze het begin van de natie in vrijheid en zelfbewustzijn en met het motief van het blinkende zwaard, omwonden met een olijftak, dat Germania in haar rechterhand houdt, wordt de vredelievendheid verbonden met een weerbaarheid, waaruit nog niet het uitdagende, zelfs oorlogszuchtige karakter spreekt dat in latere Germania-schilderijen te zien is.— Dieter Hein

## Maker

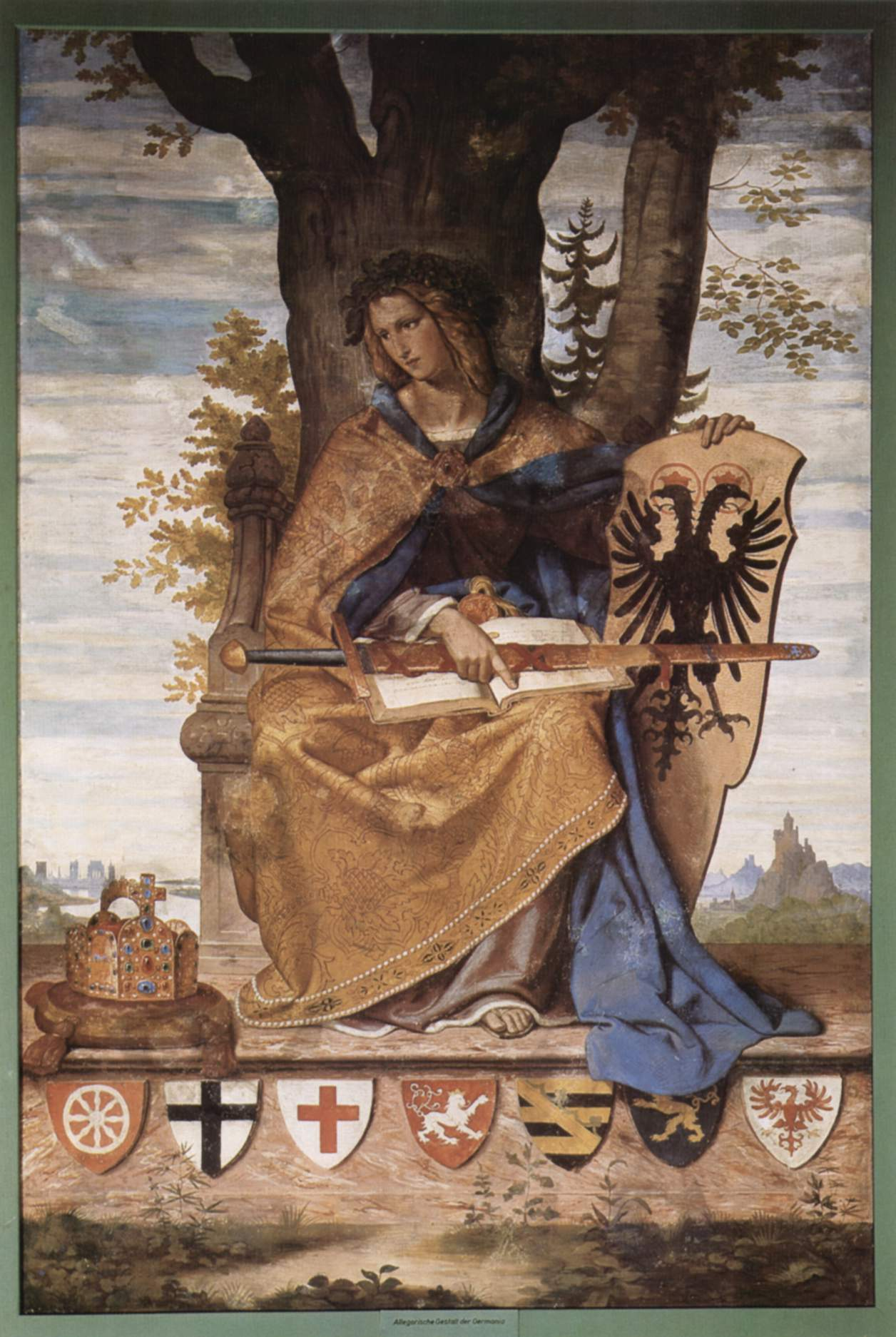
De Germania van Philipp Veit uit 1836

Het schilderij wordt over het algemeen toegeschreven aan Philipp Veit. Hij had in 1836 al een voorstelling van Germania geschilderd. Deze eerdere Germania staat echter niet, maar zit en komt melancholisch over. Ze moet worden gezien als een retrospectieve verwijzing naar de middeleeuwen en niet zozeer als een strijdlustig symbool voor het heden. Volgens Rainer Schoch zijn het type en de allegorische taal van het schilderij in de Sint-Paulskerk “duidelijk” gebaseerd op Veits schilderij uit 1836.
Rond 1900 hebben verschillende personen in hun memoires geschreven dat het schilderij in de Sint-Paulskerk is gemaakt naar een tekening van Veit. Volgens de zoon van Eduard von Steinle, een schilder en vriend van Veit uit het kunstschildersgenootschap de Nazareners, heeft zijn vader het schilderij in een paar dagen gemaakt voor de Sint-Paulskerk. Dit was kort na de verkiezing van de Reichsverweser op 29 juni 1848.
Volgens Friedrich Siegmund Jucho, de “boedelbeheerder” van de Nationale Vergadering en de redder van de grondwet, was het schilderij geschilderd “door lokale kunstenaars”. Het Vorparlament had het schilderij al ter beschikking gesteld aan de Sint-Paulskerk. Het schilderij is inderdaad al te zien op een lithografie over het Vorparlament (rond 1 april). De Nationale Vergadering daarentegen kwam pas op 18 mei voor het eerst bijeen.
Eduard von Steinle en zijn vrienden in de kunstenaarskring Deutsches Haus hebben in 1848 verschillende Germania-schilderijen geschilderd. Misschien is de Germania die in de Sint-Paulskerk hing wel gebaseerd op een verloren ontwerp van Steinle. Rainer Schoch houdt het voor mogelijk dat het schilderij het resultaat is van een samenwerking tussen Veit, Steinle en andere kunstenaars van de kunstenaarskring Deutsches Haus. Ook Karl Ballenberger, van wie ook een Germania-schilderij bekend is, kan deel uit hebben gemaakt van deze groep.

## Context

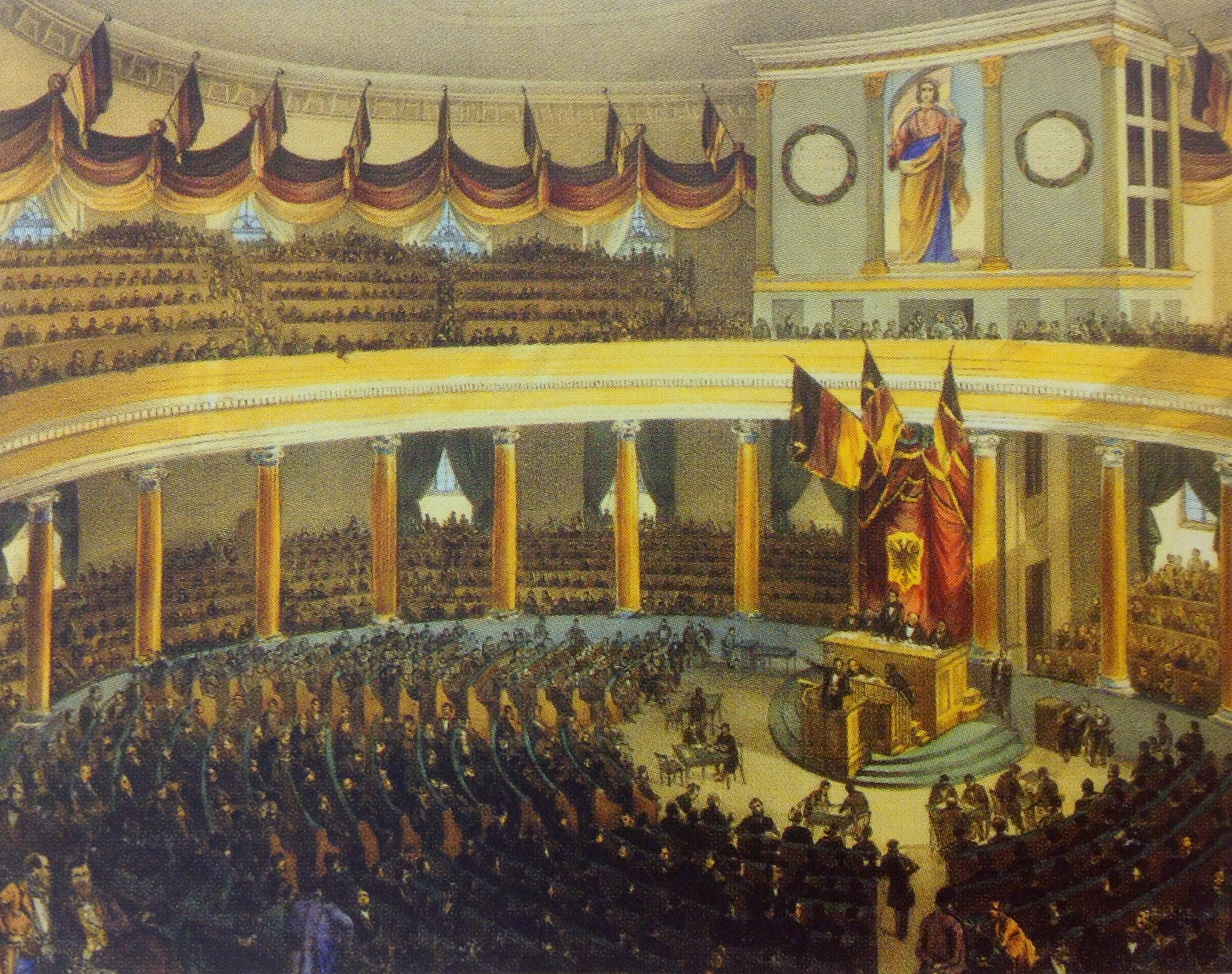
Afbeelding van het interieur van de Sint-Paulskerk in die tijd met de Germania boven het presidium van het parlement

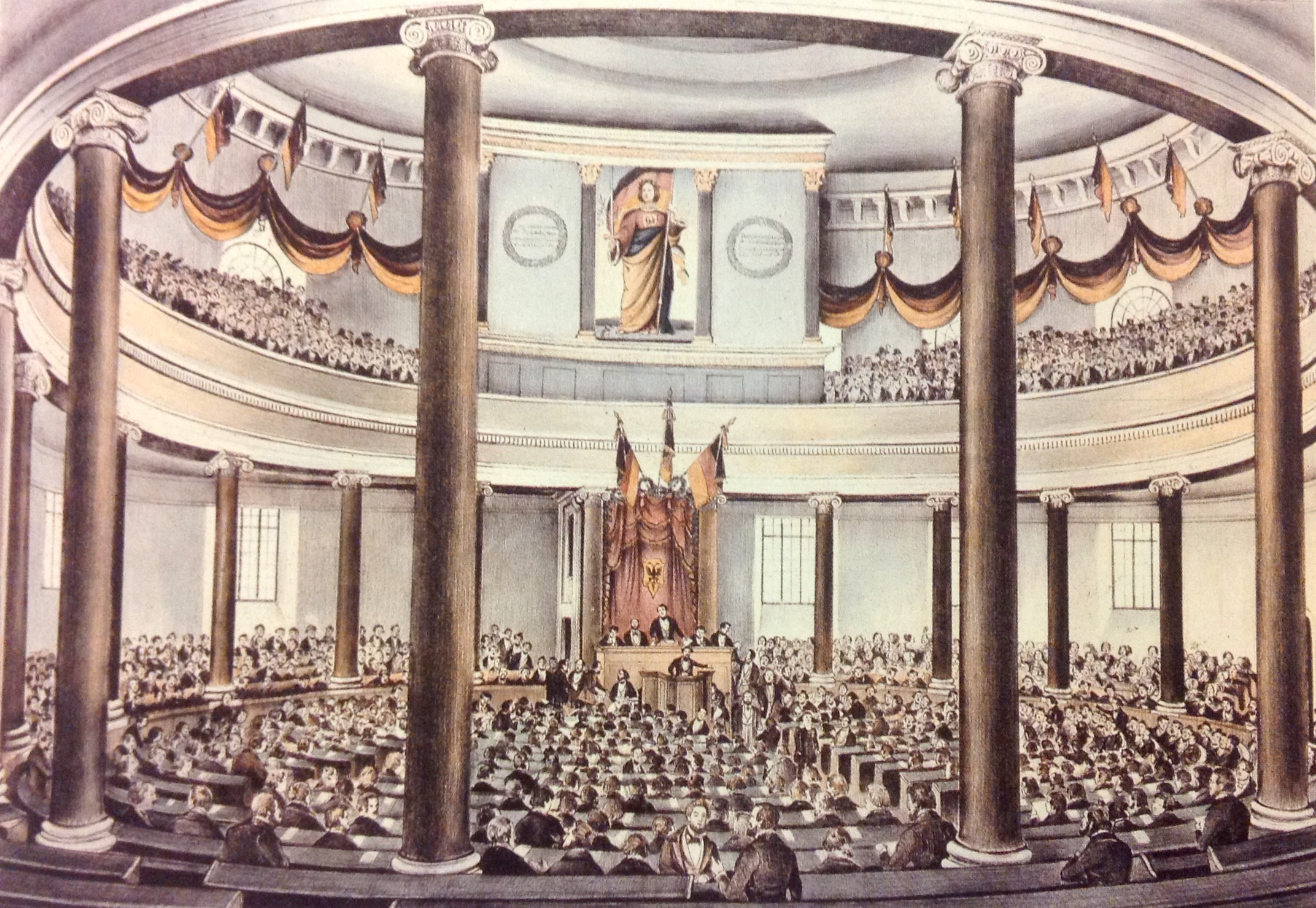
De binnenkant van de Sint-Paulskerk toen de Nationale Vergadering daar bijeen kwam

De Sint-Paulskerk werd tijdens de revolutionaire periode veranderd in een parlementszaal. De kansel werd vervangen door het spreekgestoelte van het presidium. De muur achter het spreekgestoelte was beschilderd met een dubbelkoppige adelaar en zwart-rood-gouden vlaggen.
Het schilderij Germania hing boven het spreekgestoelte, waardoor het orgel van de kerk niet meer zichtbaar was. Het schilderij was vijf meter hoog en was geschilderd op een dun katoenen doek. Qua perspectief was het gericht op een kijker die plaats had genomen in de bezoekersgalerij. Aan de zijkanten van het schilderij waren twee eikenkransen geschilderd, waarin geschreven stond:
Walle hin du Opferbrand
Hin über Land und Meer!
Und schling ein einzig Liebesband
Um alle Völker her!
En:
Des Vaterlands Größe, des Vaterlands Glück
O schafft sie, o bringt sie dem Volke zurück!
Deze versregels waren in aangepaste vorm ontleend aan het gedicht ‘Der letzte Krieg’ van Georg Herwegh uit 1841. Herweghs gedicht verwees naar de opstand van de Polen, die moest aanzetten tot een heilige oorlog tussen de Europese volkeren.
De afgevaardigden zagen nu bij iedere zitting in de Sint-Paulskerk het schilderij Germania. Op 28 juni 1848 benoemden ze een rijksregering, de Provisorische Zentralgewalt. Op 28 maart 1849 namen ze de Grondwet voor het Duitse Rijk aan, ook wel de Grondwet van de Pauluskerk (Paulskirchenverfassung) genoemd.

## Verblijfplaats

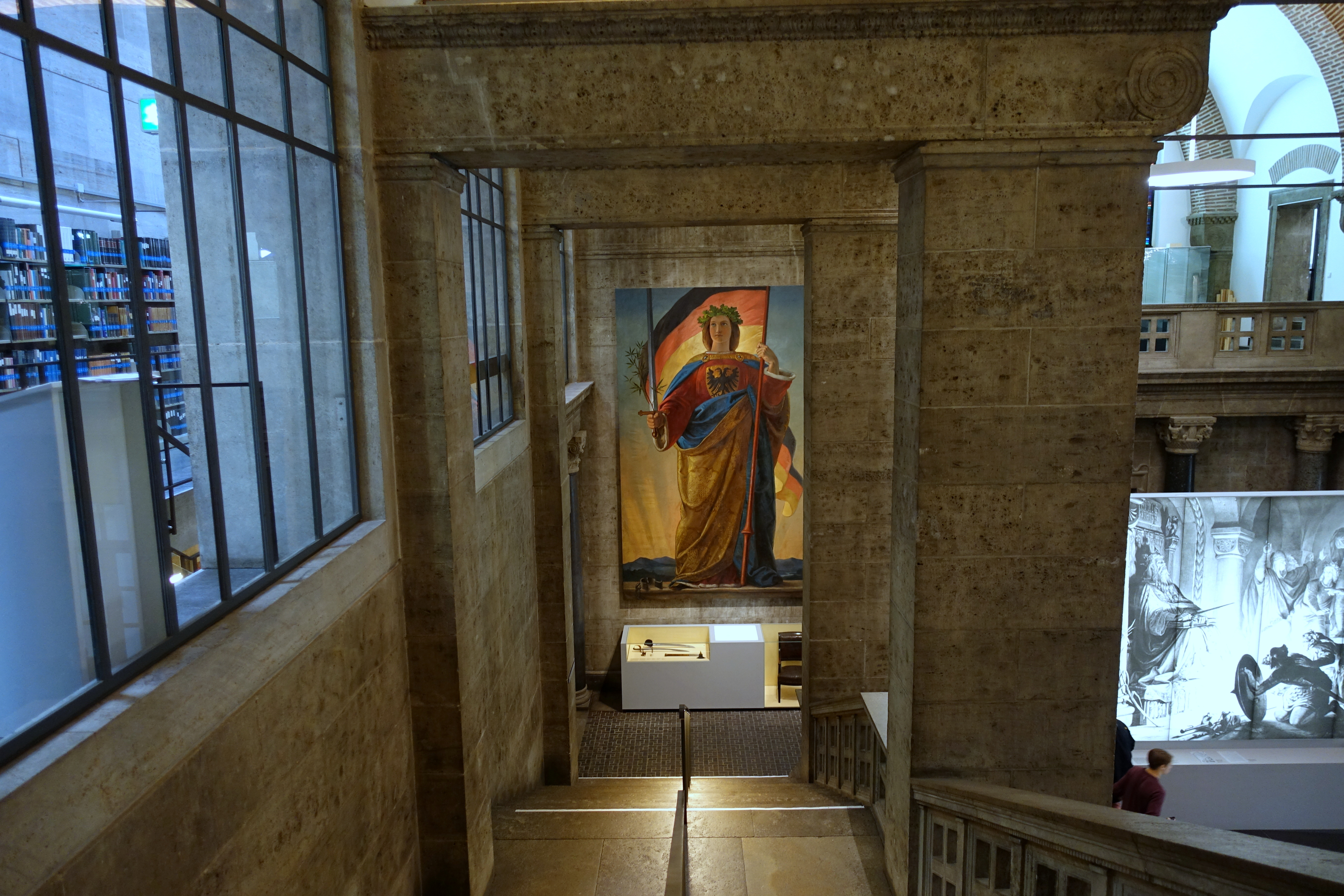
Huidige opstelling in het Germanisches Nationalmuseum in Neurenberg, voormalige entreeruimte

Nadat de revolutie was neergeslagen, werd de Sint-Paulskerk weer voor kerkdiensten gebruikt. Er leek aanvankelijk geen instelling verantwoordelijk te zijn voor de inventaris van het parlement, zoals de Reichsbibliothek. In 1866 werd de Duitse Bond opgeheven. In 1867 overhandigde de Bundesliquidationskommission het schilderij Germania en andere voorwerpen aan het Germanisches Nationalmuseum in Neurenberg. Het schilderij werd in september 1870 nog een keer opgespannen in het museum, ter gelegenheid van de overwinning van de Duitse troepen in de Frans-Duitse oorlog.

## Kopieën

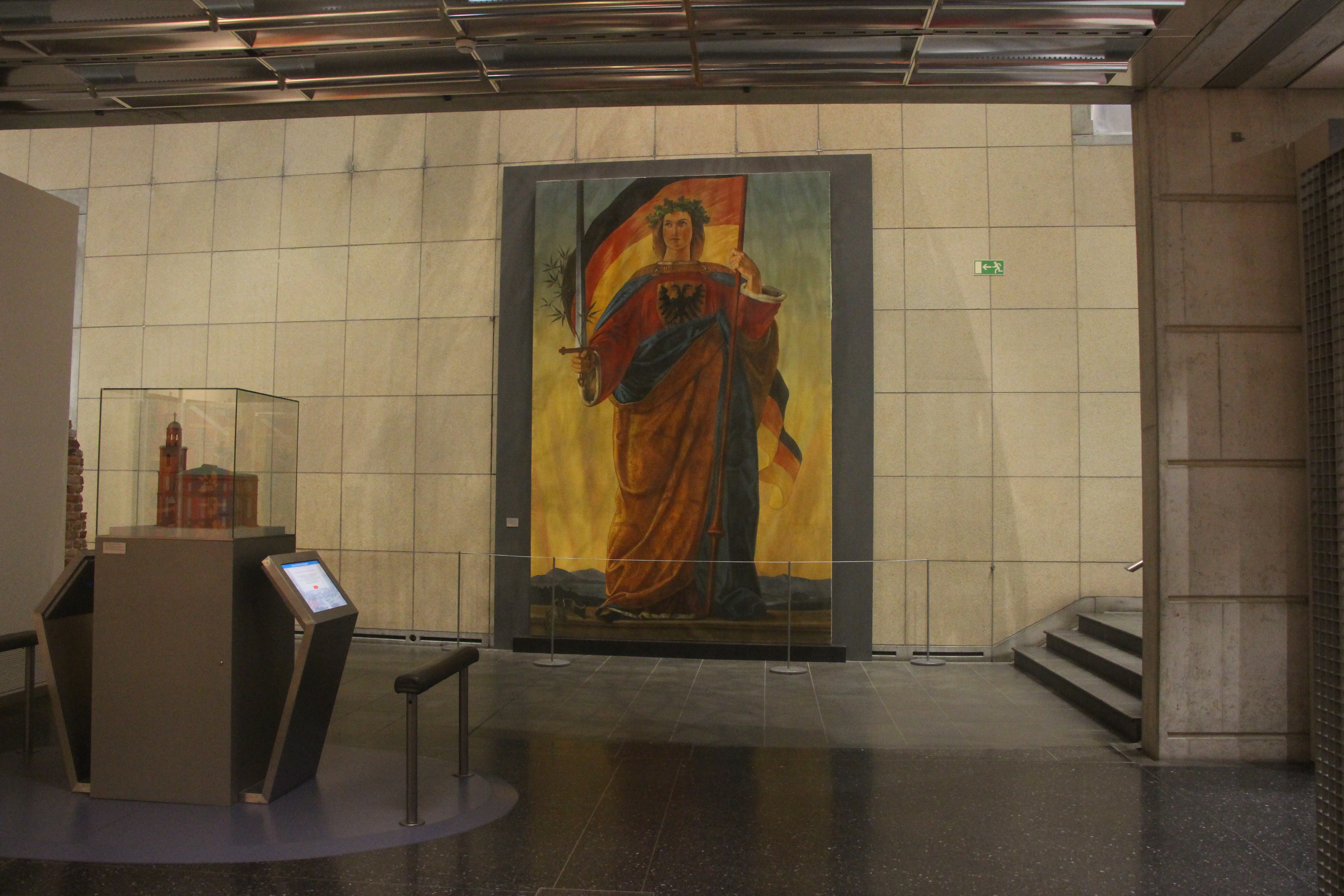
Kopie in het museum Haus der Geschichte, Bonn

Tegenwoordig bevinden zich in meerdere musea kopieën van de Germania uit de Sint-Paulskerk. Bijvoorbeeld in het Haus der Geschichte in Bonn en de Erinnerungsstätte für die Freiheitsbewegungen in der deutschen Geschichte in Rastatt.

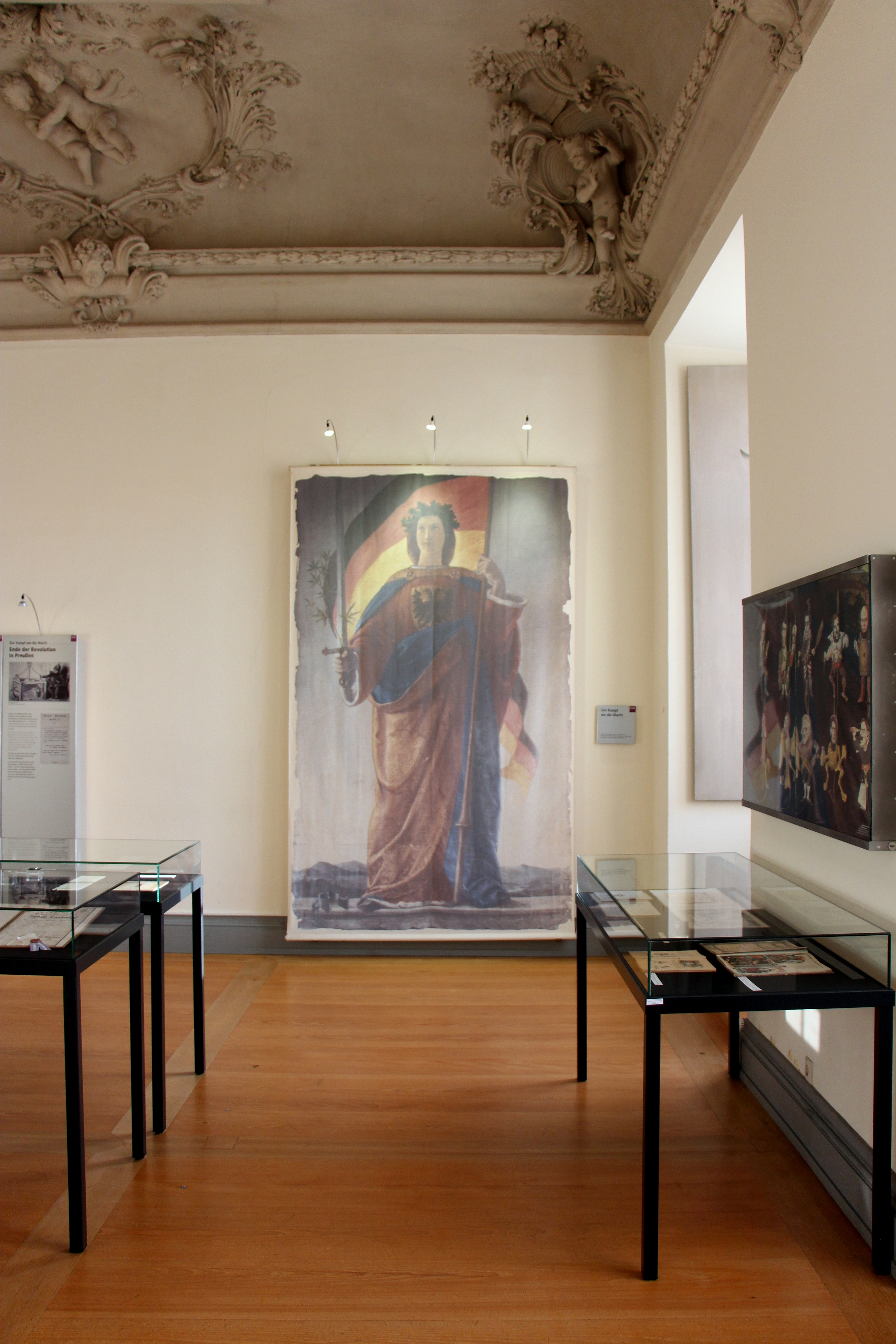
Kopie in de Erinnerungsstätte für die Freiheitsbewegungen in der deutschen Geschichte in Rastatt
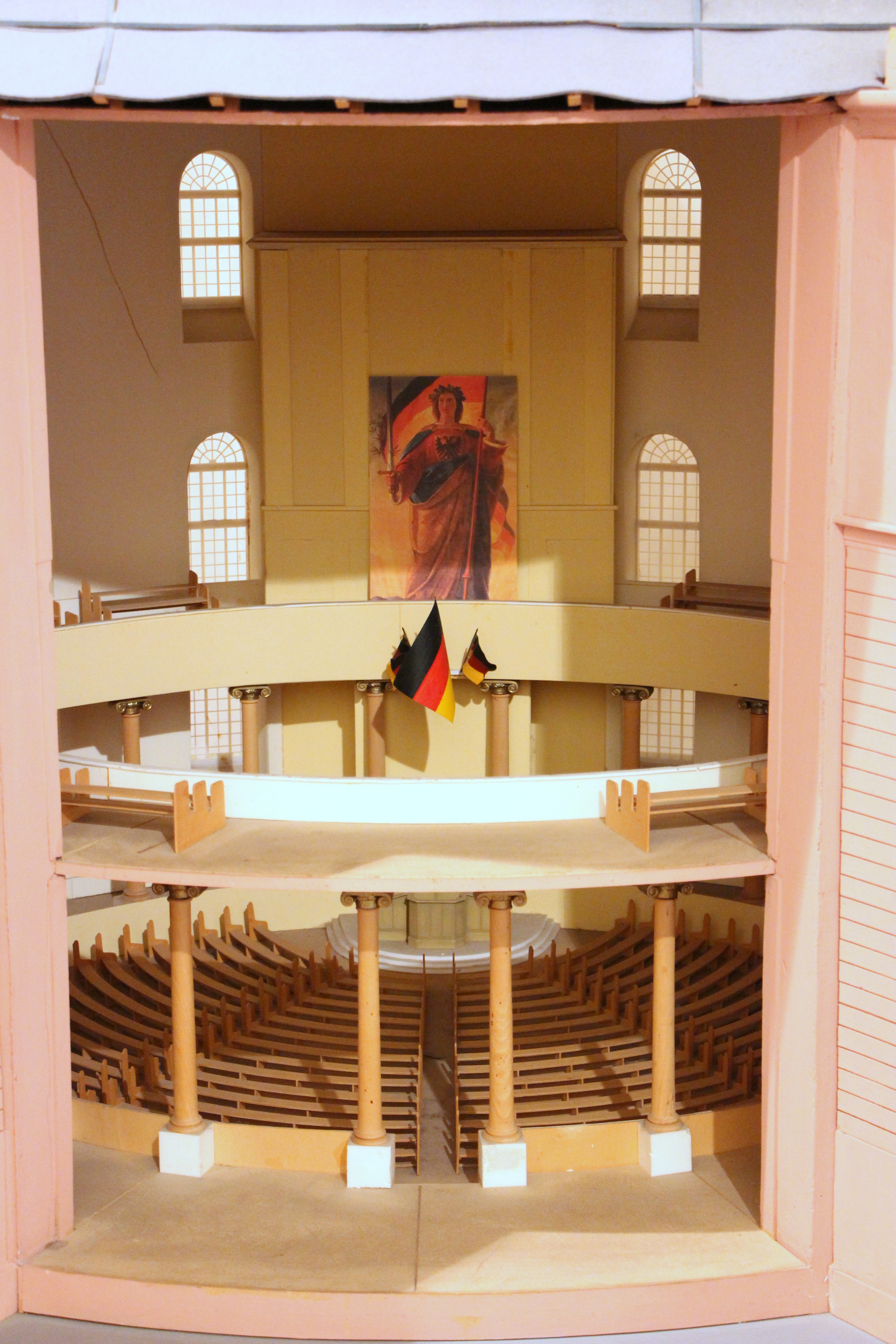
Een model van de Paulskirche in de Erinnerungsstätte